# Медаль Национальной гвардии и Гражданской обороны за выдающиеся заслуги
Медаль Национальной гвардии и Гражданской обороны за выдающиеся заслуги (англ. Home Guards and Civil Defence Medal for Meritorious Service) — военная государственная награда Индии.

## История
Медаль была учреждена 7 октября 1974 года (с обратной силой с 15 августа 1974 года) президентом Индии.

## Критерии награждения
Медалью награждаются служащие Национальной гвардии, Гражданской обороны  и мобильных сил гражданского реагирования Индии за выдающиеся заслуги. Возможно повторное награждение

## Описание медали
Медаль круглой формы диаметром 35 мм, изготовлена из бронзы. На аверсе изображён государственный герб Индии с девизом «Лишь истина побеждает». Вокруг герба расположена надпись хинди «गृहरक्षा और नागरिक सुरक्षा पदक» и англ. «HOME GUARDS AND CIVIL DEFENCE MEDAL». Медаль крепится к ленте через кольцо, на гурте может быть выгравировано имя награждённого.
В центре реверса размещена эмблема Национальной гвардии, окружённая надписью на хинди хинди «सराहनीय सेवा» и на английском языке англ. «MERITORIOUS SERVICE».
Шёлковая лента шириной 32 мм состоит из пяти полос: трёх белых (по 8 мм каждая) и двух чёрных (по 4 мм каждая). Центральная белая полоса имеет тонкую (1 мм) чёрную линию посередине.

## Условия награждения
Медаль вручается за выдающиеся заслуги в службе Национальной гвардии, Гражданской обороны или мобильных сил гражданского реагирования. Повторные награждения отмечаются дополнительными планками на ленте.